# 斯里蘭卡文化

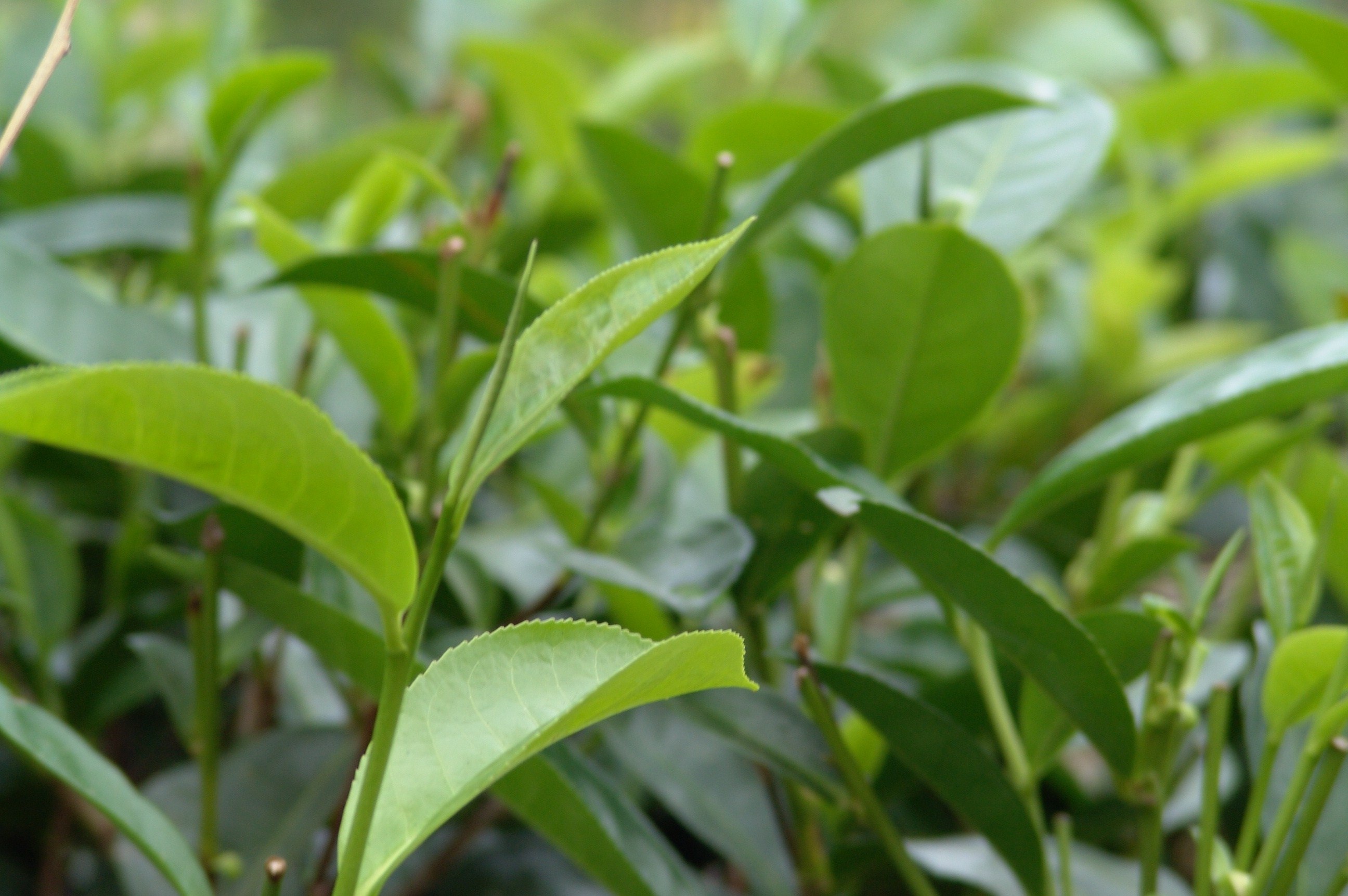
锡兰红茶

斯里兰卡文化融合了现代元素和传统元素，并以其区域多样性而闻名。斯里兰卡文化长期受到印度上座部佛教的影响。殖民占领的历史也在斯里兰卡的身份上留下了印记，葡萄牙、荷兰和英国元素与斯里兰卡文化的各种传统方面交织在一起。斯里兰卡与印度和东南亚有着紧密的联系。
斯里兰卡拥有丰富的艺术传统，包括音乐、舞蹈和视觉艺术在内的独特的创作形式。在国际上，斯里兰卡文化与板球、美食、本土整体医学实践、佛教旗帜等宗教符号、茶叶、肉桂和宝石等出口产品以及蓬勃发展的旅游业联系在一起。斯里兰卡人口主要是僧伽罗人，也有相当数量的斯里兰卡摩尔人、斯里兰卡泰米尔人、印度泰米尔人、斯里兰卡马来人和其他少数民族。斯里兰卡的主要宗教有佛教、印度教、伊斯兰教。

## 历史
大约12.5万年前，人类穿越印度洋首次居住在斯里兰卡。斯里兰卡有文献记载的历史超过2000年，第一个石器可以追溯到公元前500000年。几个世纪断断续续来自西方的殖民影响使斯里兰卡文化转变为现在的形式。
斯里兰卡历史的一个非常重要的不同之处是它对妇女的看法。数千年来，从统治国家到穿着打扮，斯里兰卡的男女一直被视为平等。男人和女人都有机会统治这片土地。世界首位女总理西丽玛沃·班达拉奈克来自斯里兰卡。

## 视觉艺术

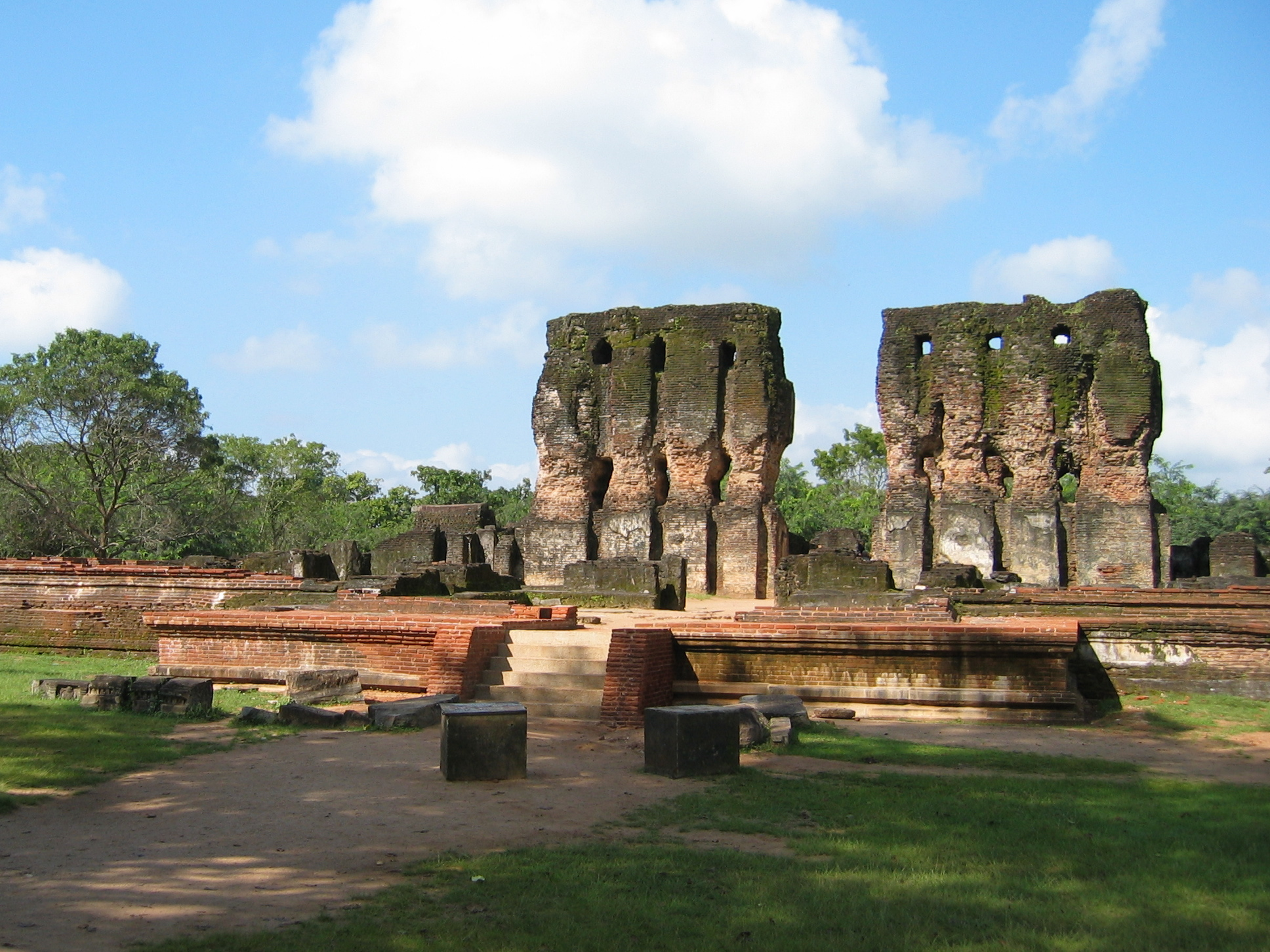
波隆纳鲁瓦的皇家宫殿

### 建筑
斯里兰卡的建筑表现出丰富多样的建筑形式和风格。佛教自公元前3世纪传入该岛以来，对斯里兰卡的建筑产生了重大影响。由于殖民地的缘故，在印度、中国和欧洲发展起来的技术和风格，也在斯里兰卡的建筑中发挥了重要的作用。

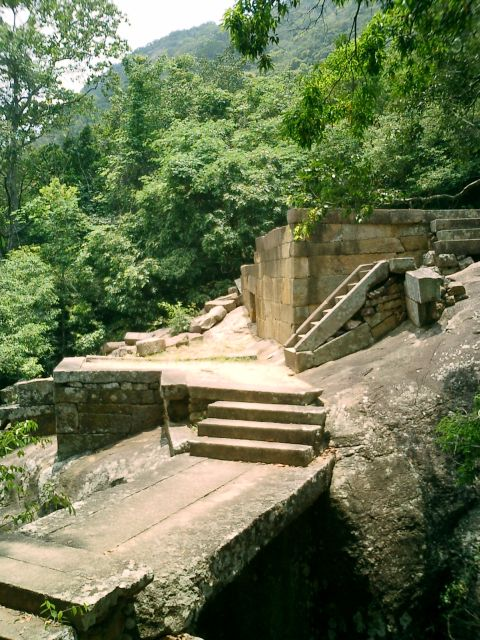
里提加拉森林寺院

### 绘画与手工艺品
斯里兰卡的许多形式的艺术和手工艺都从岛上悠久而持久的佛教文化中汲取灵感，而佛教文化又吸收和采纳了无数的地区和地方传统。在大多数情况下，斯里兰卡艺术起源于宗教信仰，并有多种表现形式，如绘画、雕塑和建筑。斯里兰卡艺术最引人注目的方面之一是洞穴和寺庙绘画。其他流行的艺术形式也受到了当地居民和外国定居者的影响。例如，在丘陵地区可以找到传统的木制手工艺品和陶土、葡萄牙风格的花边和印尼风格的蜡染。

## 表演艺术

### 音乐
斯里兰卡的音乐根源于五个主要的影响:古老的民间仪式，印度教宗教传统，佛教宗教传统，欧洲殖民的遗产，以及附近印度文化的商业和历史影响，特别是科利坞电影和宝莱坞电影。葡萄牙人是第一批到达斯里兰卡的欧洲人，于15世纪中叶登陆，他们带来了传统的民谣、尤克里里琴和吉他，以及应征的非洲人带来的非洲风格音乐。欧洲和非洲传统的影响进一步丰富了当代的斯里兰卡音乐。

## 语言
僧伽罗人以僧伽罗语为母语，泰米尔人说泰米尔语。英语也被广泛使用。斯里兰卡大约有1700万人说僧伽罗语，其中超过1400万人是以僧伽罗语为母语。大约24%的人口讲泰米尔语。泰米尔语和僧伽罗语都是官方语言。